# Nowa Wieś-Śladów
Nowa Wieś-Śladów (niem. Neudorf) – wieś w Polsce położona w województwie mazowieckim, w powiecie sochaczewskim, w gminie Brochów. Ma status sołectwa.
| SIMC    | Nazwa      | Rodzaj    |
| ------- | ---------- | --------- |
| 1056764 | Borki-Pole | część wsi |
| 1057108 | Koło       | część wsi |

W latach 1975–1998 miejscowość administracyjnie należała do województwa warszawskiego.